# 대릉 (고려)
대릉(戴陵)은 고려 제11대 문종의 제2비 인예왕후 이씨의 능이다. 위치는 알 수 없으나, 개성에 있을 것으로 추정된다.